# 아사히정 (아이치현 지타군)
아사히정(旭町)은 아이치현 지타군에 설치되었던 촌이다. 현재의 지타시 남부에 해당한다.